# Un viatge imaginari a les illes Fèroe
Un viatge imaginari a les illes Fèroe (En Fantasirejse til Færøerne) és una obertura rapsòdica de Carl Nielsen per a orquestra. El Teatre Reial Danès de Copenhaguen va encarregar l'obra per a un concert de gala celebrant la visita de les Illes Fèroe. El compositor va dirigir l'⁣estrena el 27 de novembre de 1927.

## Origen i context
En una carta a la seva dona datada el 4 de gener de 1927, Nielsen va escriure: "Ara durant els pròxims 8-10 dies hauré d'escriure una obertura per marcar una gran gala feroesa al Teatre Reial amb el suport de l'Estat... Faré servir motius. de les balades feroeses, i ho puc gestionar fàcilment, i em donarà una mica de plaer, ja que és bo que fem alguna cosa per ells". De fet, la visita es va ajornar fins al novembre a causa d'una epidèmia de grip.
Només hi va haver dues representacions de l'obra durant la vida de Nielsen, totes dues en relació amb les celebracions de les Fèroe. El primer va ser al Teatre Reial el 27 de novembre de 1927, el segon en un concert a l'Ajuntament de Copenhaguen amb l'⁣Orquestra Filharmònica de Copenhaguen.

## Música
Un parell de dies abans de la gala del 27 de novembre de 1927, es va publicar una llarga entrevista amb Nielsen a Politiken on el compositor va tenir l'oportunitat de comentar la seva música.
Després de tot, només és una obra ocasional, un exemple de mestratge, per dir-ho així... però personalment he gaudit treballant-hi i crec que sona molt bé. Hi he utilitzat moltes de les melodies feroeses, però la introducció i el final són de composició lliure." A continuació, continua descrivint el viatge: "Començo descrivint el mar, tal com el sents durant la travessa: el mar monòtonament poderós. És tranquil, però crec que és precisament quan el mar està calmat que més notes la seva terrible profunditat... la seva profunditat i infinitud alhora. Durant el viatge, de sobte sentim el crit d'un ocell que ens fa pensar que estem a prop de terra. En general, no sóc gaire amant de la música programàtica, però aquesta vegada crec que l'ocasió demanava un programa per al viatge... algunes persones a bord ara sembla que veuen terra, s'entusiasmen, una fanfàrria ho anuncia, però la boira enfosqueix la vista i tot es calma de nou. Després tornen a sonar nous crits d'ocells i la terra es veu a l'horitzó. La música augmenta en volum i serietat i es transforma en una melodia feroesa; a la riba hi ha molta gent esperant-nos per donar-nos la benvinguda, i els sentim cridar i trepitjar. Sense cap transició explicativa, ara situo el viatger al mig d'una festa, amb cants i balls. Represento aquesta festa amb música potent, on els motius de les balades tenen un paper important, i la representació de la festa es veu interrompuda per una melodia popular feroesa. Això calma la música durant un moment, crea un ambient de tendresa enmig del ball. Però de nou, la festa s'anima amb balls i alegries fins al final, i tot acaba en una nota llarga, una nota de clarinet molt baixa que s'esvaeix suaument...
Quan se li va preguntar com es va familiaritzar amb les cançons feroeses, Nielsen va explicar:
M'han interessat durant molts anys. Coneixia Hjalmar Thuren, que en va recollir moltes allà, fent que la gent les cantés per a ell, i he estudiat la gran col·lecció del Dr. Grüner-Nielsen. Moltes de les cançons són molt boniques i tenen una gran quantitat de cançons a les Illes Fèroe. Sovint estan estretament relacionades amb les daneses, però amb petites variacions – igual que hi ha variants dels antics textos que va recollir Svend Grundtvig. Però algunes de les melodies també tenen el seu propi to. Està sostingut per una certa serietat tranquil·la. Em recorda a persones que es passegen en silenci i, tanmateix, tenen un fort impacte en els altres perquè darrere de la calma s'intueix substància sòlida. No es pot anomenar la cançó feroesa melancòlica – més aviat, dona la impressió d'una ment que està resignada a la voluntat del Destí. Són aquestes melodies les que he tingut com a material... han marcat el to per a la meva obertura. No vaig crear gaire jo mateix a través d'una experiència espiritual, i tot i així la feina m'ha omplert de plaer. He intentat oferir una mica del mateix esperit que el pintor o escultor crea quan posa les seves habilitats al servei de l'art aplicat.
El programa del concert enumerava els següents subtítols de l'obra:
- El mar en calma
- La Terra a l'arribada
- Ball i cant
- Adéu
- Calma al mar

Una actuació típica dura una mica més de deu minuts.